# Ilha de São Vicente (Brasil)
A Ilha de São Vicente está situada no centro do litoral do estado de São Paulo, na Baixada Santista, ao sudoeste da Ilha de Santo Amaro. O seu território é quase todo urbano e é dividido entre os municípios de Santos e de São Vicente, os quais concentram a maior parte de suas populações na ilha. No estuário que a separa da Ilha de Santo Amaro e do continente foi construído o porto de Santos, um dos maiores do mundo.

## Geografia

### Física
A geografia da Ilha de São Vicente se confunde com a geografia das cidades que a ocupam: São Vicente e Santos. Embora São Vicente seja mais antiga (é a primeira vila do Brasil), Santos a superou em termos de população e atividade econômica.
Na área da ilha ocupada pela cidade de Santos, uma grande planície se estende ao norte dos morros de Santa Teresinha, da Nova Cintra, de São Bento e do Monte Serrat, até o porto, ao oeste e ao norte e até o bairro da Ponta da Praia e as praias ao leste. Esta planície era muito sujeita a inundações e sua drenagem foi melhorada através da construção de canais, os sete primeiros projetados por Saturnino de Brito e outros posteriormente projetados pelas prefeituras atuais. 
Os canais projetados por Saturnino de Brito e suas avenidas que os margeiam são os seguintes:
- Canal 1 - Avenida Senador [Pinheiro Machado, Avenida Rangel Pestana (nesta avenida o canal foi coberto para a construção da segunda pista), avenida Campos Sales, Praça Nagasaki e Avenida Ulrico Mursa, já na área portuária.
- Canal 2 - Avenida Dr. Bernardino de Campos
- Canal 3 - Avenida Washington Luís, seguindo subterraneamente abaixo da rua Brás Cubas até a junção das avenidas Rangel Pestana e Campos Sales
- Canal 4 - Avenida Siqueira Campos
- Canal 5 - Avenida Almirante Cochrane
- Canal 6 - Avenida Coronel Joaquim Montenegro
- Canal 7 - Avenida Francisco Manoel - posteriormente, foi construído o canal da Avenida General San Martin e, por este estar localizado após o canal 6 em direção ao porto, a avenida ficou popularmente conhecida como canal 7. Oficialmente, este último é considerado o canal de número 10.
- Canal 8 - Avenida Dr. Moura Ribeiro
- Canal 9 - Avenida Barão de Penedo

Ao longo dos anos, apenas os canais que desembocam na praia passaram a ser conhecidos pelo seu número. Portanto, os canais 7 (originalmente na avenida Francisco Manoel), 8 e 9 são comumente referenciados pelos nomes das suas respectivas avenidas marginais.
As praias de Santos, numa faixa com cerca de sete quilômetros, estendem-se de sul para o norte, desde a divisa com São Vicente, próximo à Ilha de Urubuqueçaba, até a Ponta da Praia, após o canal 6 e próximo ao Aquário Municipal de Santos. Ao longo das praias, entre estas e as avenidas, foram construídos jardins com dimensões tais que constam no livro Guinness de recordes como "os jardins de praia mais extensos do mundo".
Ao sudoeste, após os morros, a planície se estreita, chegando à menor largura um pouco ao sul da praça dos Andradas. Após este estreitamento, o morro da Nova Cintra passa a se estender em direção ao leste, dando espaço para a grande planície do bairro da Areia Branca, até a divisa sudoeste com São Vicente. Na divisa leste com São Vicente, também ocorre um estreitamento que atinge seu máximo um pouco ao sul da ilha de Urubuqueçaba, já em São Vicente.
As interligações da ilha com o continente são feitas por diversas pontes, tanto rodoviárias quanto ferroviárias, das quais a mais antiga é a Ponte Pênsil, ligando São Vicente ao continente, ao sudeste. Não há ligações através de pontes com a ilha de Santo Amaro ao norte, nordeste e noroeste.

## População
Atualmente moram na ilha aproximadamente 700 mil habitantes. A maior parte da população da ilha ocupa as planícies. Um certa parcela da população de Santos ocupa a área do planalto do morro da Nova Cintra.
A área da ilha ocupada pelo município de Santos é 39,4 km² do total de 271 km², estando o restante, 231,6 km² situado na parte continental.
Já São Vicente ocupa uma porção de 18 km² na Ilha de São Vicente, de um total de 148, km².

## História
A história da ocupação da ilha também se confunde com a história das cidades de São Vicente e Santos. Mas bem antes da fundação de qualquer dessas cidades, uma expedição portuguesa comandada por Gaspar de Lemos chegou à ilha em 22 de janeiro de 1502, dando-lhe o nome de São Vicente. Até então, o local era conhecido pelos nativos como Ilha de Gohayó ou Ingaguaçu.
Exatamente 30 anos depois, no mesmo dia 22 de janeiro de 1532, ali chegou Martim Afonso de Sousa, enviado pela Coroa Portuguesa, e ali constituiu a primeira vila do Brasil, hoje chamada a Célula Mater da nacionalidade, por ter sido a primeira cidade do Brasil.